# Jan Hribik
Jan Hribik (* 31. ledna 1983) je český rozhodčí ledního hokeje. Působí v české nejvyšší soutěži, v níž na svém dresu od sezóny 2014/2015, kdy rozhodčí mají na dresech místo svých jmen čísla, nosí devítku. Během sezóny 2012/2013 se spolu s dalšími rozhodčími (z České republiky jimi byli Martin Fraňo a Antonín Jeřábek) účastnil výměnného programu rozhodčích organizovaném Mezinárodní hokejovou federací (IIHF). Soudcoval tak například utkání ruské Kontinentální hokejové ligy (KHL). Rozhodoval ale také mezistátní zápasy na mistrovstvích světa.